# Colonia Emiliano Zapata, Morelos
Colonia Emiliano Zapata är en ort i Mexiko.   Den ligger i kommunen Puente de Ixtla och delstaten Morelos, i den sydöstra delen av landet, 90 km söder om huvudstaden Mexico City. Colonia Emiliano Zapata ligger 906 meter över havet och antalet invånare är 185.
Terrängen runt Colonia Emiliano Zapata är platt åt nordost, men åt sydväst är den kuperad. Runt Colonia Emiliano Zapata är det ganska tätbefolkat, med 214 invånare per kvadratkilometer. Närmaste större samhälle är Puente de Ixtla, 1,2 km öster om Colonia Emiliano Zapata. Omgivningarna runt Colonia Emiliano Zapata är en mosaik av jordbruksmark och naturlig växtlighet.